# Erceville
Erceville är en kommun i departementet Loiret i regionen Centre-Val de Loire strax norr Frankrikes mitt. Kommunen ligger i kantonen Outarville som tillhör arrondissementet Pithiviers. År 2022 hade Erceville 293 invånare.

## Befolkningsutveckling
Antalet invånare i kommunen Erceville
| Referens: INSEE |